# Misaine

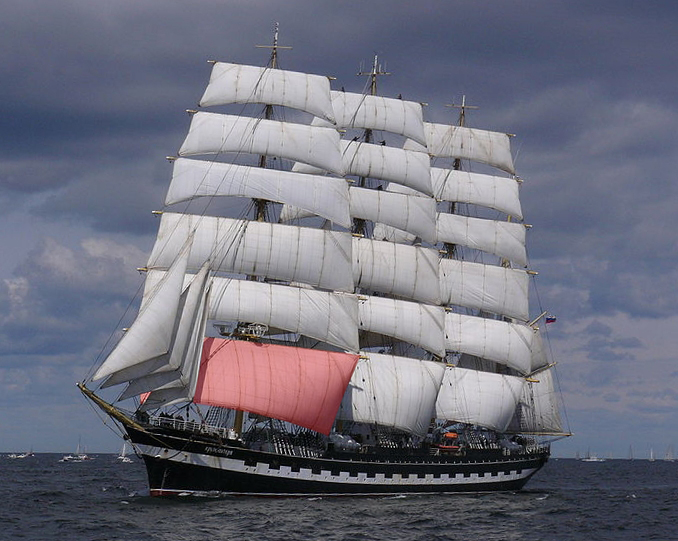
Misaine sur un trois-mâts carré.

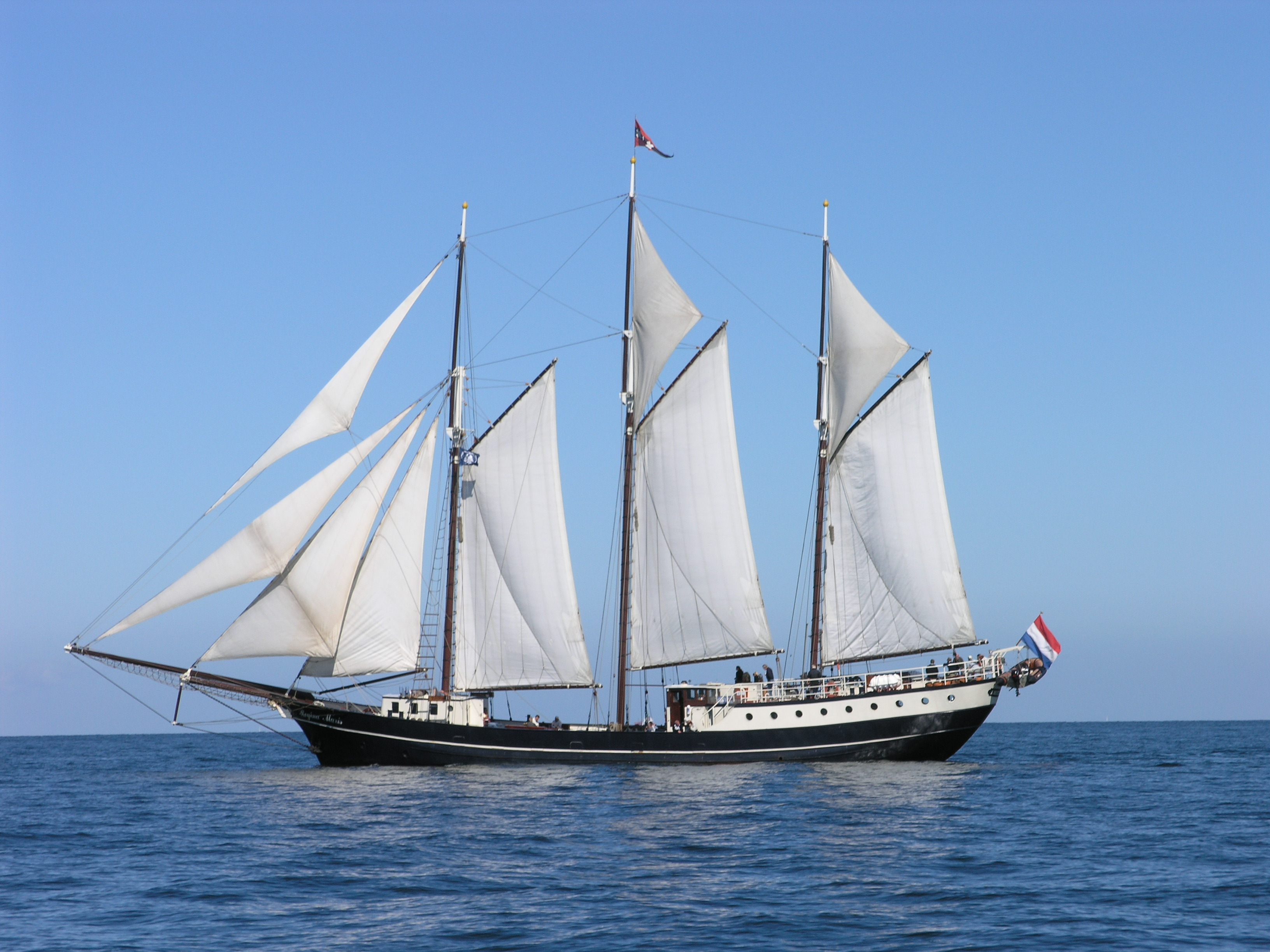
La voile de misaine du Régina Maris est la voile aurique portée sur le mât avant.

La misaine ou voile de misaine est la voile basse portée sur le mât avant d'un voilier (mât de misaine).

## Étymologie et lexicologie
Provient d'une altération du mot ancien migenne, emprunté au catalan mitjana, sous l'influence de l'italien mezzana qui veulent dire « médian » ou « milieu ». L'origine du terme ne désigne pas la position actuelle de la voile situé à l'avant. Cette différence s'explique historiquement : la voile centrale des caraques médiévales à trois mâts s'appelait « misaine » (mezzana). Sur ces navires un mât fut supprimé dans les flottes françaises et britanniques. Les Français considérant que c'était le mât avant des caraques qui avait été supprimé, la misaine étant désormais à l'avant, les Anglais et d'autres pays, considèrent que c'était le mât arrière des caraques qui avait été retiré, la misaine étant désormais à l'arrière. Lors du retour massif des gréements à trois mâts au cours du XVIIe siècle, l'appellation dans chaque pays fut conservée, donnant lieu à des confusions sémantiques.
On parle également de canot à misaine ou misainier pour désigner certains canots à voile, gréés en catboat avec un seul mât et une voile au tiers, dite « misaine » ou « bourcet ». Dans ce cas la voile appelée « misaine » a une définition différente du terme générique.

## Description
La misaine est la voile basse portée sur le mât de même nom.
Sur un gréement à voiles carrées, la misaine est une voile carrée à la base du mât de misaine, la plus grande des voiles portées sur ce mât.
Sur un gréement bermudien au tiers ou aurique, la misaine est une voile triangulaire dans l'axe du navire, la voile la plus basse portée sur le mât de misaine. Elle est parfois surmontée d'une flèche, mais c'est parfois l'unique voile du mât.